# Chilenische Faustballnationalmannschaft der Männer
Die chilenische Faustballnationalmannschaft ist die von den chilenischen Nationaltrainern getroffene Auswahl chilenischer Faustballspieler. Sie repräsentieren die Federación Chilena de Faustball (FChF) auf internationaler Ebene bei Veranstaltungen der International Fistball Association.

## Männernationalmannschaft
Seit der ersten Austragung 1968 in Österreich nimmt die Männernationalmannschaft aus Chile an den Weltmeisterschaften teil. Als beste Platzierung erreichte die chilenische Nationalmannschaft dabei achtmal den sechsten Rang.

### Internationale Erfolge

#### Weltmeisterschaften
| - 1968 in Österreich: 6. Platz (von 8) - 1972 in Deutschland: 6. Platz (von 7) - 1976 in Brasilien: 6. Platz (von 6) - 1979 in der Schweiz: 8. Platz (von 8) - 1982 in Deutschland: 8. Platz (von 8) | - 1986 in Argentinien: 6. Platz (von 6) - 1990 in Österreich: 8. Platz (von 11) - 1992 in Chile: 6. Platz (von 10) - 1995 in Namibia: 8. Platz (von 10) - 1999 in der Schweiz: 9. Platz (von 12) | - 2003 in Brasilien: 8. Platz (von 10) - 2007 in Deutschland: 6. Platz (von 12) - 2011 in Österreich: 6. Platz (von 12) - 2015 in Argentinien: 6. Platz (von 14) - 2019 in der Schweiz: 6. Platz (von 18) |

#### World Games
| - 1985 in London ( Vereinigtes Königreich): nicht qualifiziert - 1989 in Karlsruhe ( Deutschland): nicht qualifiziert - 1993 in Den Haag ( Niederlande): 6. Platz - 1997 in Lahti ( Finnland): nicht qualifiziert - 2001 in Akita ( Japan): nicht qualifiziert | - 2005 in Duisburg ( Deutschland): nicht qualifiziert - 2009 in Kaohsiung ( Taiwan): 5. Platz - 2013 in Cali ( Kolumbien): 5. Platz - 2017 in Breslau ( Polen): 5. Platz |

### Trainer Männernationalteam
Bei den vergangenen drei Weltmeisterschaften wurden die chilenischen Nationalteams von folgenden Trainern betreut:
| Jahr | Name              | Funktion   |
| ---- | ----------------- | ---------- |
| 2007 | Yunis Palacios    | Trainer    |
| 2007 | Daniel Barra      | Co-Trainer |
| 2011 | Lorena Mödinger   | Trainerin  |
| 2011 | Daniel Barra      | Co-Trainer |
| 2015 | Christian Dähling | Trainer    |
| 2015 | Christian Marcos  | Co-Trainer |